# فرودگاه شهرستان ویکراس–ویر
فرودگاه ویکراس-ویر کانتی  (به انگلیسی: Waycross-Ware County Airport) یک فرودگاه همگانی باربری با کد یاتا AYS است که یک باند فرود آسفالت دارد و طول باند آن ۱۸۲۹ متر است. این فرودگاه در کشور ایالات متحده آمریکا قرار دارد و در ارتفاع ۴۳ متری از سطح دریا واقع شده است.